# 縞枯山
縞枯山（しまがれやま）は、八ヶ岳連峰の北八ヶ岳にある標高2,403mの山。

## 概要
名前のとおり、縞枯れ現象(写真)が見られることで古くから有名である。
縞枯れは、亜高山帯針葉樹林のシラビソ・オオシラビソが帯状に枯れ、その縞枯れの帯が、山頂に向かって長い年月をかけ移動していく現象である。遠方からは山の斜面に何列もの白い縞に見える。なお、この縞枯れ現象は縞枯山だけでなく、蓼科山や北横岳でも見られる。
田中澄江が選んだ花の百名山に名を連ねている。

## 登山
ルート
標高1,700mあまりの地点から2,200mあまりの坪庭まで、ピラタス蓼科ロープウェイが通じている。
- 坪庭－縞枯山

山小屋
- 縞枯山荘